# Escala Leiden
A Escala Leiden (°L) é uma escala de temperatura, a origem desta escala é de aproximadamente a 1894, quando o laboratório de criogenia de Heike Kamerlingh Onnes se estabeleceu em Leiden, Holanda.
Ela se utilizava a princípios do século XX para calibrar indiretamente baixas temperaturas, proporcionando valores convencionais kelvin de pressão de vapor de hélio. Esta escala se utilizava em temperaturas inferiores a -183 °C, o ponto fixo de temperatura definido pela Escala Internacional de Temperatura nos anos 30.
Informações reconhecidas  afirmam que esta escala se baseia na escala kelvin, introduzindo uma pequena variante de maneira que o ponto de ebulição de hidrogênio e do oxigênio seja 0 e 70 respectivamente, no que resulta bastante diferença. O oxigênio baixo uma atmosfera aberta ferve a uma temperatura que oscila entre 90.15 e 90.18 Kelvin. No caso do hidrogênio depende da variedade molecular. O ponto de ebulição é de 20.390 K para o que se considera hidrogênio "normal" (composto por 75% de orto-hidrogênio e 25% de para-hidrogênio) e 20.268 K no caso de para-hidrogênio. Segundo esta hipótese, o zero absoluto corresponderia a -20.15 ÐL.2